# Oratorij
Oratorij je vokalno-instrumentalno djelo većeg opsega, obično skladano za vokalne soliste, zbor i orkestar (ali i u drugim varijantama). U njemu se prikazuje određena dramska radnja, ali redovito bez pomoći pozornice, tj. scenskog izvođenja (to je njegova glavna razlika od opere). Oratoriji su u svom početku bili isključivo duhovni, no kasnije se čak i u sve većem broju javljaju i svjetovni oratoriji.
Oratorij se pojavio u Rimu na početku 17. stoljeća. Početci mu leže u duhovnim vježbama svećenika Filipa Nerija koji je okupljao vjernike u prostoriji za molitvu (oratoriumu) u rimskim crkvama S. Girolamo della Carita i S. Maria in Vallicella. U jeku protureformacijskih stremljenja na tim su se vježbama čitali odlomci iz Svetog Pisma, održavale propovijedi i pjevale jednostavne duhovne pjesme (često samo jednoglasne). 
Slične duhovne vježbe počele su se zatim održavati i po ostalim talijanskim gradovima pa su tako Nerijevi suradnici 1575. godine utemeljili Kongregaciju oratorija (članovi su se zvali oratorijanci ili filipini). U glazbenom dijelu vježbi Neri je ponekad uzimao poznate svjetovne kompozicije i podmetao im nove, duhovne tekstove. U početku su se takve pjesme – dijelovi duhovnih vježbi – pjevale na djelomično improvizirajući način, uz sudjelovanje svih prisutnih vjernika. 
Kasnije su ih školovani glazbenici počeli obrađivati, poput bliskih suradnika sv. Filipa Nerija, i to skladatelji Palestrina i Animuccio, te je tako glazbeni dio Nerijevih duhovnih vježbi poprimio oblike duhovnog koncerta. Tako se pred vjernike putem glazbe počela iznositi i određena dramska radnja i to najčešće kakav događaj iz Biblije. Budući da nije bilo scenske radnje, trebalo je slušateljima ispričati dijelove između nastupa pojedinih likova, a to je činio poseban solist nazivan testo. Zbor je nastupao u ulogama puka i u meditativnim dijelovima. Sve ovo navedeno bio je zapravo prijelaz iz jednostavne pjesme – laude prema oratoriju. Treba naglasiti da je ovaj oblik oratorija nastajao odmah na narodnom jeziku, tj. na talijanskom, te se naziva 'oratorio volgare'.
Drugi oblik oratorija, tzv. oratorio latino sličan je po strukturi prethodnom, ali ne i po postanku. Ovaj oblik oratorija razvio se direktno iz pasije i polifonih moteta. Također latinski oratorij je imao isključivo latinski tekst i to u prozi, izvodio se uglavnom u crkvama i to često kao slobodni dio liturgije. 
Za prvi pravi (razvijeni) oratorij uopće smatra se oratorij skladatelja Emilia de' Cavalieria pod nazivom Rappresentazione di Anima e di Corpo (Prikazanje duše i tijela) iz 1600. godine izveden u Rimu. Najznačajniji skladatelji tog prvog perioda su Scarlatti, Carissimi, Vittori i dr. U 18. st. oratorij prelazi granice Italije i razvija se u Francuskoj (M. A. Charpentier), te u Njemačkoj i Austriji gdje su ga s oduševljenjem prihvatili katolički krugovi za razliku od protestantskih kojima su bile milije pasije i kantate. U 18. st. nastaju i danas najpoznatiji oratoriji poput Stvaranja i Godišnjih doba, J. Haydna; Mesije, Jude Makabejca, Izraela u Egiptu G. F.Händela i dr. Svakako da je zbor br. 42 iz Händelovog oratorija Mesija, čuvena 'Aleluja' postao jednim od najprepoznatljivijih oratorijskih, ali i uopće duhovnih zborova u svjetskoj glazbenoj literaturi.

## Oratorij u Hrvatskoj
U našoj domovini skladatelji oratorija su zapravo rijetki. Naš najstariji oratorij je djelo splitskog liječnika i skladatelja Julija Bajamontija pod nazivom La Traslazione di S. Doimo (Prijenos kostiju sv. Dujma) iz 1770. godine. Tek u 20. stoljeću pojavljuju se naši novi oratorijski skladatelji poput Ivana pl. Zajca (Prvi grijeh), Božidara Širole (Život i spomen sv. Ćirila i Metoda) i dr. Zatim oratorij Tužba u hramu skladatelja Albe Vidakovića na tekst pjesnika i svećenika Jerolima Kornera. Vidaković nije dovršio oratorij već su ga po skicama dovršili Lovro Županović i Anđelko Klobučar 1997. godine. 
Od suvremenih autora spomenimo Davora Bobića i oratorij Kralj Tomislav, oratorij za soliste, recitatora, zbor i simfonijski orkestar na libreto Bore Pavlovića (1992./1993.) Jedan od posljednjih oratorija hrvatskog autora jesu Pashalne slike (oratorij za sole, dječji zbor, mješoviti zbor i orkestar) hrvatskog skladatelja Anđelka Igreca. Oratorij je praizveden 28. rujna 2007. na 37. Varaždinskim baroknim večerima povodom proslave 10. obljetnice Varaždinske biskupije. Praizvedba oratorija Anno Domini 925. Kralj Tomislav hrvatskog skladatelja Mateja Meštrovića posvećenoga 1100. obljetnici Hrvatskog Kraljevstva dogodila se u sklopu završne večeri festivala »Zagreb Classic« 2025.